# سنت کلود (مینه‌سوتا)
سنت کلود  (به انگلیسی: St. Cloud) شهری در شهرستان استیرنز ایالت مینه‌سوتا در کشور ایالات متحده آمریکا است که جمعیت آن در سرشماری سال ۲۰۱۰ میلادی، ۶۵۸۴۲ نفر بوده‌است.